# Givin
Els Givin són una espècie fictícia de l'univers de La Guerra de les Galàxies.
El cap dels Givin recorda ràpidament la imatge d'una calavera, potser per això molts humans els troben repulsius. A la vegada, els Givin, no suporten veure la carn d'altres espècies. Són famosos per tenir grans habilitats amb les matemàtiques.
Els Givin posseeixen un esquelet extern que els permet soportar el buit de l'espai, ja que al seu planeta, Yag'Dhul, es formen temporalment zones de buit. Aquestes zones es produeixen com a conseqüència dels corrents gravitatoris que provoquen les seves tres llunes amb òrbites irregulars. Els seus esquelets són molt més forts que els ossos de qualsevol humà.
Viuen en grans ciutats tancades hermèticament, capaces de soportar la forta pressió a la que estan exposades.